# Caspar Wrede (Domherr)
Caspar Wrede (* im 15. oder 16. Jahrhundert; † 14. Mai 1570) war Domherr in Münster.

## Leben
Caspar Wrede war der Sohn des Dietrich Wrede zu Mielinghausen und dessen Gemahlin Ilse von der Borch. Am 21. März 1529 wird Jasparus Wrede als Mitglied des Domkapitels erwähnt. Im Februar 1552 war er im Besitz des Archidiakonats Borken. Am 7. April 1557 kam er in den Besitz der Propstei St. Ludgeri in Münster mit dem dazugehörenden Archidiakonat Winterswijk. Noch am selben Tage verzichtete er zugunsten des Dietrich von der Recke auf das Amt in Winterswijk. Nach dem Tode des Johann Morrien erhielt Caspar am 4. Juli 1562 das Archidiakonat Billerbeck und blieb bis zu seinem Tode in diesem Amt. Nach dem Tode des Domherrn Wilbrand von Schagen wurde er Domsenior. Mit seiner Magd Aleke lebte er in einem Konkubinat, aus dem vier Söhne und zwei Töchter hervorgegangen sind.